# Якут, Владимир Васильевич
Влади́мир Васи́льевич Яку́т (род. 30 января 1958, Краматорск, Сталинская область, СССР) — советский футболист, полузащитник, нападающий, российский тренер.

## Карьера

### Игровая
В 1976 году защищал цвета горловского «Шахтёра» и «Уралана». В 1977 году провёл 1 матч за ставропольское «Динамо». В 1978 году вернулся в «Уралан». В 1980 году пополнил ряды «Факела». В феврале 1981 года перешёл в ворошиловградскую «Зарю». Летом того же года вновь вернулся в «Уралан», в составе которого в общей сложности провёл 407 матчей, забил 140 мячей. В 1990 году завершил карьеру.

### Тренерская
В 1992—1996 годах входит в тренерский штаб «Уралана». В 1996—1997 годах был главным тренером клуба «Уралан-д». Позже — детский тренер в краматорском «Авангарде».

## Достижения
- Бронзовый призёр 3-й зоны Второй лиги: 1986